# Cidaphus occidentalis
Cidaphus occidentalis är en stekelart som beskrevs av Joseph Augustine Cushman 1924. Cidaphus occidentalis ingår i släktet Cidaphus och familjen brokparasitsteklar. Inga underarter finns listade i Catalogue of Life.